# Lupinus guaraniticus
Lupinus guaraniticus là một loài thực vật có hoa trong họ Đậu. Loài này được (Hassl.) C.P.Sm. miêu tả khoa học đầu tiên.